# Tanguy: què en fem, del nen?
Tanguy: què en fem, del nen?  (Títol original: Tanguy) es una comèdia francesa dirigida per Étienne Chatiliez, estrenada l'any 2001. Ha estat doblada al catalàAquest film posa en evidència un fenomen fins llavors poc estudiat, fins al punt que el nom Tanguy ha estat utilitzat des d'aleshores designar un jove adult que és a gust vivint amb els seus pares (fenomen Tanguy).

## Argument
Després del naixement de Tanguy (Éric Pastor), el seu fill únic, Édith Guetz (Sabine Azéma) li ha dit: « Ets tan bon minyó, si vols podràs quedar-te a casa tota la teva vida. »
Amb 28 anys, Tanguy encara viu  els seus pares. Titulat de Ciències Polítiques per la ENS Ulm, ensenyant a la INALCO, preparant una tesi sobre l'emergència del concepte de subjectivitat a la Xina antiga i parlant xinès i japonès, podria totalment assumir-se i abandonar el niu familiar. Però persisteix a quedar-se, estimant per sobre de tot els seus pares, que descriu com « intel·ligents, oberts, generosos, que m'han deixat tota llibertat per fer el que estimo ».
Encara que no li ho deixen veure, els seus pares, Paul (André Dussollier) i Édith, són cada cop més enfadats amb la idea de veure'l a casa, que fa servir com un hotel, entrant o sortint a qualsevol hora o portant les seves conquestes d'un vespre. Aquesta irritació augmenta més quan Tanguy els anuncia que retardarà la seva tesi un any, almenys. Odile (Hélène Duc), la mare de Paul, prediu que « el pequinès »es quedarà encara llargs anys i els reprotxa la seva falta de fermesa. Édith consulta regularment un psiquiatre per explicar-li els seus somnis d'homicidi o de mutilació cap al seu fill.

## Repartiment
- Sabine Azéma: Édith Guetz
- André Dussollier: Paul Guetz
- Éric Pastor: Tanguy Guetz
- Patrick Bouchitey: L'intern
- Hélène Duc: Odile Guetz, l'àvia de Tanguy, mare de Paul.
- Philippe Gildas: ell mateix
- Eddy Mitchell :Ell mateix al restaurant
- Jean-Paul Rouve: Bruno Lemoine
- André Wilms: El psiquiatre
- Tatiana Goussef: Filla del psiquiatre
- Jacques Boudet: El jutge
- Jezabel Carpi: L'hostessa a l'aeroport
- Aurore Clément: Carole
- Thomas Derichebourg: Frédéric
- Niels Dubost: Paul (jove)
- Julie Fournier: Nathalie
- Richard Guedj: Patrick
- Annelise Hesme: Marguerite
- Jean-Pierre Jorris: Delerme
- Sachi Kawamata: Kimiko
- Nathalie Krebs: Noëlle
- Philippe Laudenbach: Mestre Badinier
- Sandrine El Berre: Edith
- Emmanuelle Lepoutre: Ingrid
- Christiane Millet: Irène
- Anthony Paliotti: Fabien
- Patrice Thibaud: Henri
- Francia Seguy: La vella corona als jardins del Luxemburg
- Bunny Schpoliansky: Nora
- Delphine Serina: Sophie
- Arlette Thomas: Philomène
- Roger Van Hool: Philippe
- François Vincentelli: Cyril
- Didier Caron: Metge Paul
- Jean-Louis Annaloro: El repartidor
- Poma Bourcart: La jove xinesa

## Al voltant de la pel·lícula
Llocs de rodatge
- Cerveseria Lipp (6è districte de París).).[3]

Crítica
- "Una mirada corrosiva sobre l'univers familiar (...) el millor: el trio protagonista. El pitjor: un final a coore-cuita i poc convincent. Puntuació: ★★★ (sobre 5)"[4]

Societats de produccióLes Produccions del Camp Poirier, TF1 Films Producció, TPS Cinema, Téléma
Nominacions
- Cèsars 2002: Nominació al Cèsar del millor actor per a André Dussollier
- Cèsars 2002: Nominació al Cèsar de la millor esperança masculina per a Eric Pastor